# Bassia alata
Bassia alata là loài thực vật có hoa thuộc họ Dền. Loài này được (Bates) A.J.Scott mô tả khoa học đầu tiên năm 1978.